# Тургизба
Тургизба́ (каз. Тұрғызба) — село у складі Жилиойського району Атирауської області Казахстану. Адміністративний центр Жемського сільського округу.
Населення — 3397 осіб (2021; 2846 у 2009, 2483 у 1999, 1798 у 1989).